# Edward Palmer
Edward Palmer (12. ledna 1829 Hockwold-cum-Wilton – 10. dubna 1911 Washington) byl americký botanik a archeolog.

## Život a kariéra
Palmer strávil většinu svého života v USA, kde byl zaměstnán u U.S. Department of Agriculture jako botanik. Roku 1891 vedl expedici zkoumající flóru a faunu v Kalifornii a hlavně v Death Valley. Sbíral také rostliny Mexika a Jižní Ameriky a kolem 200 rostlin a jeden rostlinný druh (Palmerella) je pojmenováno po něm.
Palmer byl také činný v počátcích americké archeologie. Mezi lety 1882 až 1884 pracoval jako asistent pro Bureau of American Ethnology. Cílem expedice bylo prozkoumání indiánských mohyl na východě USA. Palmer prováděl vykopávky hlavně v Arkansasu, ale byl také v Alabamě, Louisianě, Mississippi, Tennessee a Georgii. V Georgii zkoumal oblast Kolomoki. Po rozsáhlých vykopávkách prohlásil, že nenašel nic, kromě keramických střepů a usazenin popela.
Po dokončení archeologických průzkumů se Palmer až do své smrti věnoval botanice.